# Dyskografia Enrique Iglesiasa
Dyskografia hiszpańskiego piosenkarza Enrique Iglesiasa składa się z jedenastu albumów studyjnych, sześciu kompilacji, siedemdziesięciu trzech singli oraz siedemdziesięciu sześciu teledysków.
Iglesias zaczął karierę w 1995 roku, kiedy wydał swój debiutancki hiszpańskojęzyczny album zatytułowany po prostu Enrique Iglesias. Pięć singli z tego albumu dotarło do szczytu amerykańskiego notowania Hot Latin Songs. Sam album pokrył się potrójną platyną w Hiszpanii i platyną w Stanach Zjednoczonych oraz zapewnił artyście nagrodę Grammy w kategorii „Najlepszy latynoski album popowy”.
Światową sławę przyniósł Iglesiasowi jego pierwszy anglojęzyczny album studyjny zatytułowany Enrique, który został wydany w 1999 roku. Dwa single z płyty („Bailamos” i „Be with You”) dotarły do szczytu notowania Billboard Hot 100. Sam album zadebiutował na trzydziestej trzeciej pozycji amerykańskiej listy sprzedaży Billboard 200 i pokrył się platyną w Stanach Zjednoczonych. Krążek odniósł duży sukces także w kilku innych krajach, w tym m.in. w Kanadzie, gdzie pokrył się pięciokrotną platyną, a także w Hiszpanii (czterokrotna platyna), i Polsce (podwójna platyna). W Australii, Argentynie, Niemczech, Nowej Zelandii, Norwegii i we Włoszech album pokrył się platyną. Kolejny anglojęzyczny album artysty zatytułowany Escape z 2001 roku również odniósł światowy sukces, sprzedając się w nakładzie ponad 12 milionów egzemplarzy.
Enrique Iglesias sprzedał łącznie ok. 100 mln kopii swoich albumów, co sprawia, że jest jednym z najpopularniejszych hiszpańskich artystów. W przeciągu jego kariery muzycznej pięć singli znalazło się w pierwszej dziesiątce amerykańskiego notowania Billboard Hot 100, dwadzieścia sześć singli zajęło pierwsze miejsce na Hot Latin Songs, a czternaście singli dotarło do szczytu notowania Dance/Club Songs. Magazyn Billboard nazwał piosenkarza „latynoskim królem popu” i „królem muzyki dance”.

## Albumy

### Albumy studyjne
| Rok  | Tytuł | Pozycje na listach | Pozycje na listach | Pozycje na listach | Pozycje na listach | Pozycje na listach | Pozycje na listach | Pozycje na listach | Pozycje na listach | Pozycje na listach | Pozycje na listach | Pozycje na listach | Certyfikaty                                                                                            |
| Rok  | Tytuł | SPA                | AUS                | CAN                | FRA                | GER                | NLD                | NZ                 | POL                | SWI                | UK                 | US                 | Certyfikaty                                                                                            |
| ---- | --- | ------------------ | ------------------ | ------------------ | ------------------ | ------------------ | ------------------ | ------------------ | ------------------ | ------------------ | ------------------ | ------------------ | --- |
| 1995 | Enrique Iglesias - Pierwszy hiszpańskojęzyczny album - Wydany: 21 listopada 1995 - Wytwórnia: Fonovisa - Format: CD, kaseta magnetofonowa, digital download | 5                  | -                  | -                  | -                  | -                  | 67                 | -                  | -                  | -                  | -                  | 148                | - 3× platyna - Platyna                                                                                 |
| 1997 | Vivir - Drugi hiszpańskojęzyczny album - Wytwórnia: Fonovisa - Wydany: 28 stycznia 1997 - Format: CD, digital download                                      | 3                  | -                  | -                  | -                  | 37                 | -                  | -                  | -                  | -                  | -                  | 33                 | - Platyna - Platyna                                                                                    |
| 1998 | Cosas del Amor - Trzeci hiszpańskojęzyczny album - Wydany: 22 września 1998 - Wytwórnia: Fonovisa - Format: CD, digital download                            | 8                  | -                  | 30                 | 60                 | -                  | 25                 | -                  | -                  | -                  | -                  | 64                 | - Platyna - Złoto                                                                                      |
| 1999 | Enrique - Pierwszy anglojęzyczny album - Wydany: 23 listopada 1999 - Wytwórnia: Interscope Records - Format: CD, digital download                           | 1                  | 11                 | 4                  | 51                 | 7                  | 13                 | 10                 | 29                 | 3                  | 80                 | 33                 | - 4× platyna - Platyna - 5× platyna - Platyna - 2× platyna - Platyna - Złoto - Złoto                   |
| 2001 | Escape - Drugi anglojęzyczny album - Wydany: 30 października 2001 - Wytwórnia: Interscope - Format: CD, digital download                                    | 3                  | 1                  | 1                  | 19                 | 3                  | 5                  | 6                  | 6                  | 4                  | 1                  | 2                  | - Platyna - 5× platyna - 5× platyna - Platyna - Platyna - Złoto - 2× platyna - 4× platyna - 3× platyna |
| 2002 | Quizas - Czwarty hiszpańskojęzyczny album - Wydany: 17 września 2002 - Wytwórnia: Universal Music Latino - Format: CD, digital download                     | 1                  | -                  | 30                 | -                  | -                  | -                  | -                  | 41                 | -                  | 148                | 12                 | - Platyna - Złoto                                                                                      |
| 2003 | 7 - Trzeci anglojęzyczny album - Wydany: 25 listopada 2003 - Wytwórnia: Interscope - Format: CD, digital download                                           | 31                 | 15                 | -                  | 142                | 27                 | 44                 | -                  | 41                 | 11                 | 13                 | 31                 | - Platyna - Platyna - Platyna - Złoto - Złoto                                                          |
| 2007 | Insomniac - Czwarty anglojęzyczny album - Wydany: 11 czerwca 2007 - Format: CD, digital download                                                            | 8                  | 44                 | -                  | 36                 | 14                 | 6                  | -                  | 13                 | 8                  | 3                  | 17                 | - Złoto - Złoto                                                                                        |
| 2010 | Euphoria - Pierwszy dwujęzyczny album - Wydany: 5 lipca 2010 - Wytwórnia: Universal Republic, Universal Music Latino - Format: CD, digital download         | 1                  | 5                  | 12                 | 10                 | 87                 | 5                  | –                  | 23                 | 4                  | 6                  | 10                 | - Złoto - Złoto - Złoto - 2× platyna - Złoto                                                           |
| 2014 | Sex and Love - Drugi dwujęzyczny album - Wydany: 18 marca 2014 - Wytwórnia: Universal Republic, Universal Music Latino - Format: CD, digital download       | 1                  | 23                 | 8                  | 33                 | 32                 | 27                 | -                  | 36                 | 23                 | 8                  | 11                 | - Platyna - 2× platyna - Platyna                                                                       |
| 2021 | Final (Vol. 1) - Wydany: 17 września 2021 - Wytwórnia: Sony Music - Format: CD, digital download                                                            |                    |                    |                    |                    |                    |                    |                    |                    |                    |                    |                    | - Platyna                                                                                              |

### Kompilacje
| Rok  | Tytuł | Pozycje na listach | Pozycje na listach | Pozycje na listach | Pozycje na listach | Pozycje na listach | Pozycje na listach | Pozycje na listach | Pozycje na listach | Certyfikaty  |
| Rok  | Tytuł | SPA                | AUS                | FRA                | GER                | NLD                | SWI                | UK                 | US                 | Certyfikaty  |
| ---- | --- | ------------------ | ------------------ | ------------------ | ------------------ | ------------------ | ------------------ | ------------------ | ------------------ | ------------ |
| 1998 | Remixes - Wydany: 5 maja 1998 - Wytwórnia: Fonovisa - Format: CD, kaseta magnetofonowa                                    | –                  | –                  | –                  | –                  | –                  | –                  | –                  | –                  |              |
| 1999 | Bailamos Greatest Hits - Wydany: 1999 - Wytwórnia: Fonovisa - Format: CD, kaseta magnetofonowa                            | –                  | –                  | –                  | –                  | –                  | –                  | –                  | 65                 | - Złoto      |
| 1999 | The Best Hits - Wydany: 24 listopada 1999 - Wytwórnia: Fonovisa - Format: CD, kaseta magnetofonowa                        | –                  | –                  | –                  | –                  | –                  | –                  | –                  | –                  | - Złoto      |
| 2001 | 15 Kilates Musicales - Wydany: 27 marca 2001 - Wytwórnia: Fonovisa - Format: CD                                           | –                  | –                  | –                  | –                  | –                  | –                  | –                  | –                  |              |
| 2008 | Enrique Iglesias: 95/08 Éxitos - Wydany: 25 marca 2008 - Wytwórnia: Universal Music Latino - Format: CD, digital download | 12                 | –                  | –                  | –                  | –                  | –                  | –                  | 18                 | - 2× platyna |
| 2008 | Greatest Hits - Wydany: 11 listopada 2008 - Wytwórnia: Interscope - Format: CD, digital download                          | –                  | 65                 | 2                  | 82                 | 4                  | 24                 | 3                  | 80                 | - 2× platyna |

## Single
| Rok  | Tytuł                                                             | Pozycje na listach | Pozycje na listach | Pozycje na listach | Pozycje na listach | Pozycje na listach | Pozycje na listach | Pozycje na listach | Pozycje na listach | Pozycje na listach | Pozycje na listach | Pozycje na listach | Pozycje na listach | Certyfikaty                                                              | Album                          |
| Rok  | Tytuł                                                             | SPA                | AUS                | CAN                | FRA                | GER                | NLD                | NZ                 | POL                | SWI                | UK                 | US                 | US Latin           | Certyfikaty                                                              | Album                          |
| ---- | ----------------------------------------------------------------- | ------------------ | ------------------ | ------------------ | ------------------ | ------------------ | ------------------ | ------------------ | ------------------ | ------------------ | ------------------ | ------------------ | ------------------ | ------------------------------------------------------------------------ | ------------------------------ |
| 1995 | „Si Tú Te Vas”                                                    | –                  | –                  | –                  | 21                 | –                  | –                  | –                  | –                  | –                  | –                  | –                  | 1                  |                                                                          | Enrique Iglesias               |
| 1996 | „Experiencia Religiosa”                                           | –                  | –                  | –                  | –                  | –                  | –                  | –                  | –                  | –                  | –                  | –                  | 1                  |                                                                          | Enrique Iglesias               |
| 1996 | „Por Amarte”                                                      | –                  | –                  | –                  | –                  | –                  | –                  | –                  | –                  | –                  | –                  | –                  | 1                  |                                                                          | Enrique Iglesias               |
| 1996 | „Muñeca Cruel”                                                    | –                  | –                  | –                  | –                  | –                  | –                  | –                  | –                  | –                  | –                  | –                  | –                  |                                                                          | Enrique Iglesias               |
| 1996 | „No Llores Por Mí”                                                | –                  | –                  | –                  | –                  | –                  | –                  | –                  | –                  | –                  | –                  | –                  | –                  |                                                                          | Enrique Iglesias               |
| 1996 | „Trapecista”                                                      | –                  | –                  | –                  | –                  | –                  | –                  | –                  | –                  | –                  | –                  | –                  | 1                  |                                                                          | Enrique Iglesias               |
| 1997 | „Enamorado Por Primera Vez”                                       | –                  | –                  | –                  | –                  | –                  | –                  | –                  | –                  | –                  | –                  | –                  | 1                  |                                                                          | Vivir                          |
| 1997 | „Sólo En Ti”                                                      | –                  | –                  | –                  | –                  | –                  | –                  | –                  | –                  | –                  | –                  | –                  | 1                  |                                                                          | Vivir                          |
| 1997 | „Volveré”                                                         | –                  | –                  | –                  | –                  | –                  | –                  | –                  | –                  | –                  | –                  | –                  | –                  |                                                                          | Vivir                          |
| 1997 | „Miente”                                                          | –                  | –                  | –                  | –                  | –                  | –                  | –                  | –                  | –                  | –                  | –                  | 1                  |                                                                          | Vivir                          |
| 1997 | „Revolución”                                                      | –                  | –                  | –                  | –                  | –                  | –                  | –                  | –                  | –                  | –                  | –                  | 6                  |                                                                          | Vivir                          |
| 1997 | „Lluvia Cae”                                                      | –                  | –                  | –                  | –                  | –                  | –                  | –                  | –                  | –                  | –                  | –                  | 3                  |                                                                          | Vivir                          |
| 1998 | „Al Despertar”                                                    | –                  | –                  | –                  | –                  | –                  | –                  | –                  | –                  | –                  | –                  | –                  | 11                 |                                                                          | Vivir                          |
| 1998 | „Esperanza”                                                       | –                  | –                  | –                  | –                  | –                  | –                  | –                  | –                  | –                  | –                  | –                  | 1                  |                                                                          | Cosas del Amor                 |
| 1999 | „Nunca Te Olvidaré”                                               | –                  | –                  | –                  | –                  | –                  | –                  | –                  | –                  | –                  | –                  | –                  | 1                  |                                                                          | Cosas del Amor                 |
| 1999 | „Bailamos”                                                        | 1                  | 13                 | 2                  | 6                  | 10                 | 4                  | 2                  | –                  | 8                  | 4                  | 1                  | 1                  | - Złoto - Złoto - Złoto - Złoto                                          | Enrique                        |
| 1999 | „Rhythm Divine”                                                   | 1                  | 36                 | 7                  | 27                 | 24                 | 20                 | 2                  | –                  | 11                 | 45                 | 28                 | 1                  | - * Złoto                                                                | Enrique                        |
| 2000 | „Be With You”                                                     | 4                  | 36                 | 2                  | 43                 | 20                 | 47                 | 12                 | –                  | 21                 | –                  | 1                  | 2                  |                                                                          | Enrique                        |
| 2000 | „Could I Have This Kiss Forever” (z Whitney Houston)              | 4                  | 12                 | 8                  | 16                 | 5                  | 1                  | 7                  | –                  | 1                  | 7                  | 52                 | –                  | - Złoto - Złoto - Złoto - Złoto                                          | Enrique                        |
| 2000 | „Sad Eyes”                                                        | –                  | –                  | 36                 | –                  | –                  | –                  | –                  | –                  | 43                 | –                  | 123                | –                  |                                                                          | Enrique                        |
| 2001 | „Hero”                                                            | 1                  | 1                  | 1                  | 43                 | 3                  | 3                  | 3                  | 1                  | 1                  | 1                  | 3                  | 1                  | - 2× platyna - Złoto - Platyna - Platyna                                 | Escape                         |
| 2002 | „Escape”                                                          | –                  | 7                  | –                  | –                  | 6                  | 3                  | 4                  | –                  | 11                 | 3                  | 12                 | 2                  | - Platyna - Srebro                                                       | Escape                         |
| 2002 | „Don't Turn Off the Lights”                                       | –                  | 8                  | –                  | –                  | –                  | –                  | 6                  | –                  | –                  | –                  | 110                | –                  | - Złoto                                                                  | Escape                         |
| 2002 | „Love to See You Cry”                                             | 19                 | 61                 | 17                 | 17                 | 53                 | 25                 | –                  | –                  | 26                 | 35                 | 12                 | –                  |                                                                          | Escape                         |
| 2002 | „Maybe”                                                           | –                  | 41                 | –                  | –                  | 62                 | 21                 | –                  | –                  | 29                 | 44                 | 12                 | –                  |                                                                          | Escape                         |
| 2002 | „Mentiroso”                                                       | –                  | –                  | –                  | –                  | –                  | –                  | –                  | –                  | –                  | –                  | 105                | 1                  |                                                                          | Quizas                         |
| 2002 | La Chica De Ayer                                                  | –                  | –                  | –                  | –                  | –                  | –                  | –                  | –                  | –                  | –                  | –                  | –                  |                                                                          | Quizas                         |
| 2002 | „Quizás”                                                          | –                  | –                  | –                  | –                  | –                  | –                  | –                  | –                  | –                  | –                  | 121                | 1                  |                                                                          | Quizas                         |
| 2003 | „Para Qué La Vida”                                                | –                  | –                  | –                  | –                  | –                  | –                  | –                  | –                  | –                  | –                  | 101                | 1                  |                                                                          | Quizas                         |
| 2003 | „Addicted”                                                        | –                  | 43                 | –                  | –                  | 31                 | 42                 | –                  | –                  | 34                 | 11                 | 101                | 9                  |                                                                          | 7                              |
| 2004 | „Not in Love” (featuring Kelis)                                   | –                  | 5                  | –                  | 36                 | 14                 | 6                  | 36                 | –                  | 14                 | 5                  | 118                | 37                 | - Złoto                                                                  | 7                              |
| 2007 | „Do You Know?”                                                    | –                  | –                  | 19                 | 9                  | 6                  | 2                  | –                  | –                  | 4                  | 3                  | 21                 | 1                  | - Srebro                                                                 | Insomniac                      |
| 2007 | „Somebody's Me”                                                   | –                  | –                  | 31                 | –                  | –                  | 48                 | –                  | –                  | –                  | 162                | 106                | 4                  |                                                                          | Insomniac                      |
| 2007 | „Tired of Being Sorry” (featuring Nâdiya)                         | –                  | –                  | 71                 | 1                  | 46                 | 3                  | –                  | –                  | 6                  | 20                 | –                  | –                  |                                                                          | Insomniac                      |
| 2007 | „Push” (featuring Lil’ Wayne)                                     | –                  | –                  | –                  | –                  | –                  | –                  | –                  | –                  | –                  | –                  | –                  | –                  |                                                                          | Insomniac                      |
| 2008 | „¿Dónde Están Corazón?”                                           | –                  | –                  | –                  | –                  | –                  | –                  | –                  | –                  | –                  | –                  | –                  | 1                  |                                                                          | Enrique Iglesias: 95/08 Éxitos |
| 2008 | „Lloro Por Ti” (featuring Wisin & Yandel)                         | –                  | –                  | –                  | –                  | –                  | –                  | –                  | –                  | –                  | –                  | 91                 | 1                  |                                                                          | Enrique Iglesias: 95/08 Éxitos |
| 2008 | „Can You Hear Me”                                                 | –                  | –                  | –                  | 21                 | 14                 | 1                  | –                  | –                  | –                  | 2                  | –                  | –                  |                                                                          | Gteatest Hits                  |
| 2008 | „Away”                                                            | –                  | –                  | –                  | –                  | –                  | 49                 | –                  | –                  | –                  | 132                | –                  | –                  |                                                                          | Gteatest Hits                  |
| 2009 | „Takin’ Back My Love” (featuring Ciara/Sarah Connor)              | –                  | –                  | –                  | 2                  | 9                  | 5                  | –                  | –                  | 23                 | 12                 | –                  | –                  | - Srebro                                                                 | Gteatest Hits                  |
| 2010 | „Cuando Me Enamoro” (featuring Juan Luis Guerra)                  | 6                  | –                  | –                  | –                  | –                  | –                  | –                  | –                  | –                  | –                  | 89                 | 1                  | - Platyna                                                                | Euphoria                       |
| 2010 | „I Like It” (featuring Pitbull)                                   | 4                  | 2                  | 1                  | 2                  | 10                 | 13                 | 7                  | 5                  | 6                  | 4                  | 4                  | 2                  | - Platyna - 3× platyna - 3× platyna - Złoto - Złoto - Złoto - 4× platyna | Euphoria                       |
| 2010 | „Heartbeat” (featuring Nicole Scherzinger)                        | –                  | 5                  | 72                 | 4                  | –                  | 20                 | 9                  | –                  | –                  | 8                  | –                  | –                  | - 3× platyna - Złoto                                                     | Euphoria                       |
| 2010 | „No Me Digas Que No” (featuring Wisin & Yande)                    | –                  | –                  | –                  | –                  | –                  | –                  | –                  | –                  | –                  | –                  | 121                | 1                  |                                                                          | Euphoria                       |
| 2010 | „Tonight (I'm F**kin' You)” (featuring Ludacris i DJ Frank E)     | 2                  | 2                  | 3                  | 26                 | 12                 | 11                 | 2                  | –                  | 4                  | 5                  | 4                  | 10                 | - Złoto - 2× platyna - 3× platyna - Złoto - 3× platyna                   | Euphoria                       |
| 2011 | „Dirty Dancer” (featuring Usher i Lil Wayne)                      | 20                 | 24                 | 11                 | 99                 | 17                 | 25                 | 22                 | –                  | 30                 | 21                 | 18                 | –                  | - Platyna - Platyna - Złoto                                              | Euphoria                       |
| 2011 | „Ayer”                                                            | –                  | –                  | –                  | –                  | –                  | –                  | –                  | –                  | –                  | –                  | –                  | 3                  |                                                                          | Euphoria                       |
| 2012 | „Finally Found You” (featuring Sammy Adams)                       | 31                 | 33                 | 11                 | –                  | –                  | 54                 | –                  | –                  | –                  | –                  | –                  | –                  | - Platyna - Złoto                                                        | Sex and Love                   |
| 2013 | „Turn the Night Up”                                               | 41                 | 54                 | 37                 | –                  | –                  | –                  | –                  | –                  | –                  | –                  | 61                 | –                  |                                                                          | Sex and Love                   |
| 2013 | „Loco” (featuring Romeo Santos)                                   | 1                  | –                  | –                  | –                  | –                  | –                  | –                  | –                  | –                  | –                  | 80                 | 1                  | - Złoto                                                                  | Sex and Love                   |
| 2013 | „Heart Attack”                                                    | –                  | –                  | 83                 | –                  | –                  | –                  | –                  | –                  | –                  | –                  | 88                 | –                  |                                                                          | Sex and Love                   |
| 2013 | „El Perdedor” (featuring Marco Antonio Solís)                     | –                  | –                  | –                  | –                  | –                  | –                  | –                  | –                  | –                  | –                  | 85                 | 1                  |                                                                          | Sex and Love                   |
| 2014 | „I'm a Freak” (featuring Pitbull)                                 | 17                 | 45                 | 52                 | –                  | 56                 | –                  | –                  | –                  | –                  | 4                  | –                  | –                  | - Srebro                                                                 | Sex and Love                   |
| 2014 | „Beautiful” (featuring Kylie Minogue)                             | –                  | 47                 | –                  | –                  | –                  | –                  | –                  | –                  | –                  | –                  | –                  | –                  |                                                                          | Sex and Love                   |
| 2014 | „Bailando” (featuring Descemer Bueno i Gente de Zona)             | 1                  | 52                 | 19                 | 12                 | 31                 | 3                  | –                  | 4                  | 4                  | 75                 | 12                 | 1                  | - 5× platyna - Platyna - Platyna - 3× Platyna                            | Sex and Love                   |
| 2014 | „Let Me Be Your Lover” (featuring Descemer Bueno i Gente de Zona) | –                  | –                  | –                  | –                  | –                  | –                  | –                  | –                  | –                  | –                  | –                  | –                  |                                                                          | Sex and Love                   |
| 2014 | „Noche y De Dia” (featuring Yandel i Juan Magan)                  | 5                  | –                  | –                  | –                  | –                  | –                  | –                  | –                  | –                  | –                  | –                  | 27                 | - Platyna                                                                | Sex and Love                   |
| 2016 | „Duele el Corazón” (gościnnie Wisin)                              |                    |                    |                    |                    |                    |                    |                    |                    |                    |                    |                    |                    | - Diament                                                                |                                |
| 2017 | „Súbeme la Radio” (gościnnie Descemer Bueno i Zion & Lennox)      |                    |                    |                    |                    |                    |                    |                    |                    |                    |                    |                    |                    | - 4× platyna                                                             |                                |
| 2018 | „El Baño” (gościnnie Bad Bunny)                                   |                    |                    |                    |                    |                    |                    |                    |                    |                    |                    |                    |                    | - Platyna                                                                |                                |
| 2018 | „Me Pasé” (gościnnie Farruko)                                     |                    |                    |                    |                    |                    |                    |                    |                    |                    |                    |                    |                    | - Złoto                                                                  | Final (Vol. 1)                 |